# NGC 635
NGC 635 è una lontana galassia a spirale situata nella costellazione della Balena, a una distanza di circa 662 milioni di anni luce dalla nostra Via Lattea.

## Scoperta
NGC 635 è stata scoperta il 15 ottobre 1885 dall'astronomo statunitense Francis Leavenworth.

## Descrizione
Nella galassia sono presenti anche regioni di idrogeno ionizzato.